# 7.17成田空港警備隊舎飛翔弾事件
7.17成田空港警備隊舎飛翔弾事件は、1986年（昭和61年）7月17日に新東京国際空港（現・成田国際空港）を警備する機動隊の旧宿舎へ飛翔弾が撃ち込まれた事件である。

## 概要
1986年（昭和61年）7月17日午前4時14分頃、空港敷地に隣接する二期工事用地から発射音と炎が上がるのを監視塔にいた警備員が発見し、成田警察署に通報した。発射音直後に車の走り去る音も聞かれた。
成田警察署が付近を捜索したところ、タイマー付き金属パイプ製発射筒3基を草むらの溝の中で、アルミ缶状の弾片3発を隊舎敷地内と付近の舗装道路で、それぞれ発見した。同隊舎は既に使われておらず、二期工事でのエプロン用地の一部に充てられることとなっていた。建物などにも被害はなく、航空機の運行にも影響はなかった。
同日夜、革労協狭間派が活動拠点「現代社」で記者会見を行い「本戦闘は、差し迫る二期本格着工阻止の決戦勝利に向けたものである」等と犯行声明を出した。
二期工事に向けての警備体制見直しが唱えられていた時期に発生した事件であり、千葉県警察本部長は「現行犯逮捕が第一」として厳戒体制を敷くよう指示を出した。